# Metriopelma ledezmae
Metriopelma ledezmae is een spinnensoort in de taxonomische indeling van de vogelspinnen (Theraphosidae).
Het dier behoort tot het geslacht Metriopelma. De wetenschappelijke naam van de soort werd voor het eerst geldig gepubliceerd in 2001 door Vol.